# Hermann Hammerl

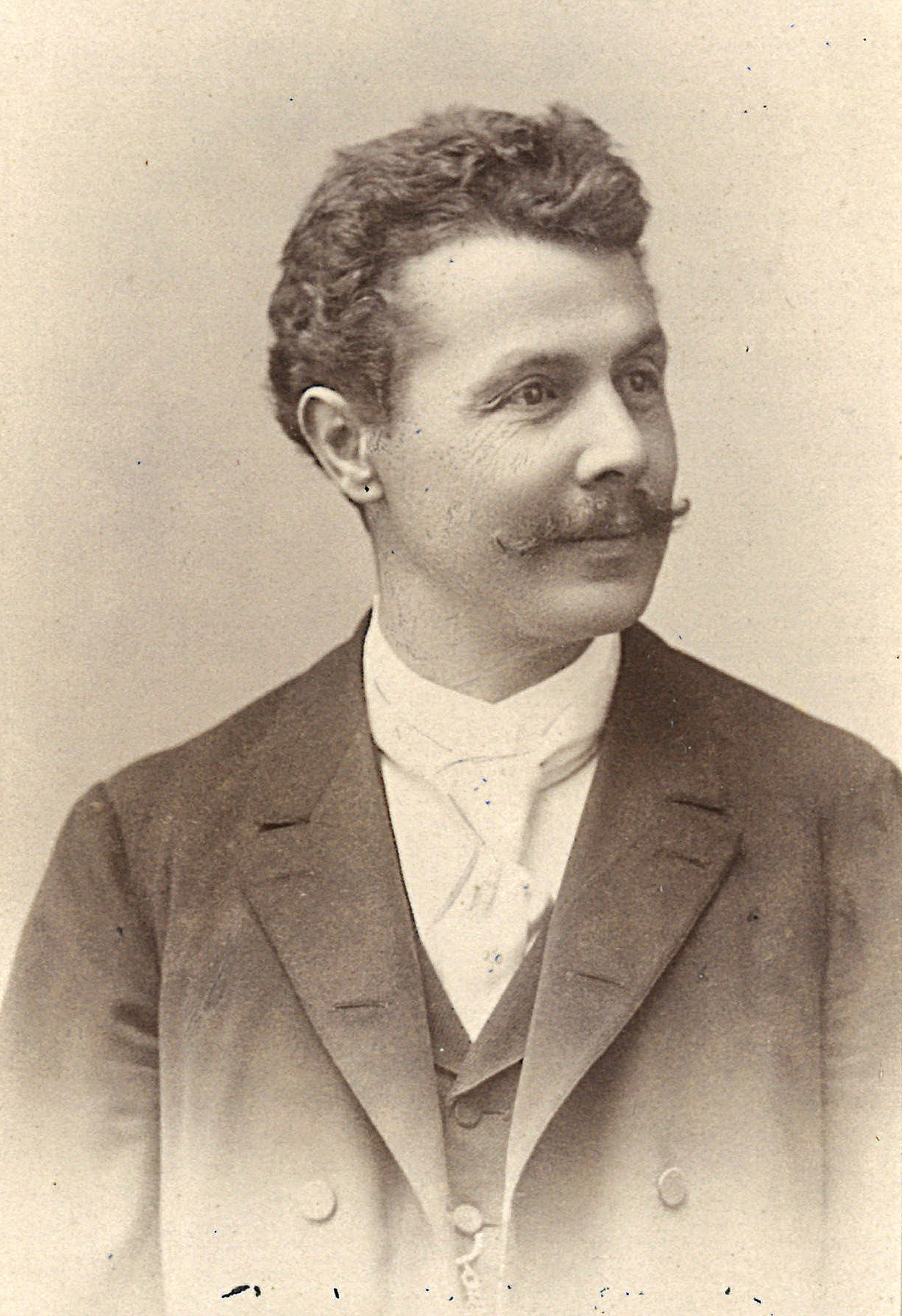
Hermann Hammerl (1902)

Hermann Hammerl (* 7. März 1853 in Innsbruck; † 1. November 1933 ebenda) war ein österreichischer Physiker und Hochschullehrer.

## Leben und Wirken
Nach Abschluss der Volksschule besuchte er ab 1864 die k.k. Staats-Gymnasium zu Innsbruck. Nach der Matura 1872 studierte er an der Universität Innsbruck Mathematik, Physik und Chemie. Nach vier Jahren legte er die Lehramtsprüfung für Mathematik und Physik ab, wurde Assistent am Physikalischen Cabinet der Universität und promoviert 1878. Im Anschluss absolvierte er das Probejahr am Gymnasium in Innsbruck und setzte 1879 sein Studium der Chemie bei Marcellin Berthelot in Paris und der Physik bei John Tyndall an der Royal Institution in London fort. 1881 habilitierte er sich an der Universität Innsbruck für Physikalische Chemie und arbeitet als Assistent unter Leopold Pfaundler bis 1886 am dortigen Physikalischen Institut. 1883 wurde seine Lehrbefugnis auf die gesamte Experimentalphysik ausgeweitet.
1886 wurde er zum Professor am k.k. Staats-Gymnasium in Mährisch-Trübau berufen. 1889 kehrte er nach Innsbruck zurück und wurde k.k. Professor für Physik an die Ober-Realschule in Innsbruck, wo er bis zu seinem krankheitsbedingten Ausscheiden 1909 insgesamt 19 Jahre lang unterrichtete. Während des 1. Weltkriegs half er wegen des Lehrermangels noch einmal als Professor für Mathematik aus.
Mit der Rückkehr nach Innsbruck 1889 nahm er auch die Lehrtätigkeit an der Universität wieder auf und hielt zahlreiche Vorlesungen für Lehramtskandidaten. Ab 1895 widmete er sich verstärkt dem aufstrebenden Gebiet der Elektrotechnik. 1896/97 verbrachte er einen einjährigen Studienaufenthalt an der Technischen Hochschule Darmstadt. 1901 wurde er zum a.o. Universitäts-Professor ernannt und seine Lehrverpflichtung an der Ober-Realschule wurde auf die Hälfte reduziert. 1907 wurde auf sein Betreiben hin an der Universität Innsbruck ein Elektrotechnisches Institut eingerichtet, das er bis 1927 leitete. Im Alter von 75 Jahren übergab er das Institut an seinen Nachfolger Robert Sonvico. 1946 wurde das Institut wieder aufgelöst.
Er war Mitglied des Naturwissenschaftlich-medizinischen Vereins in Innsbruck, zu dessen Ehrenmitglied er 1923 ernannt wurde. Von 1892 bis 1895 war er Mitglied des Gemeinderats der Stadt Innsbruck. Er bemühte sich auch um den Wissenstransfer, indem er regelmäßig Vorträge für allgemeine Öffentlichkeit und Lehrgänge in Mechanik, Optik und Elektrotechnik hielt.